# Паремийник

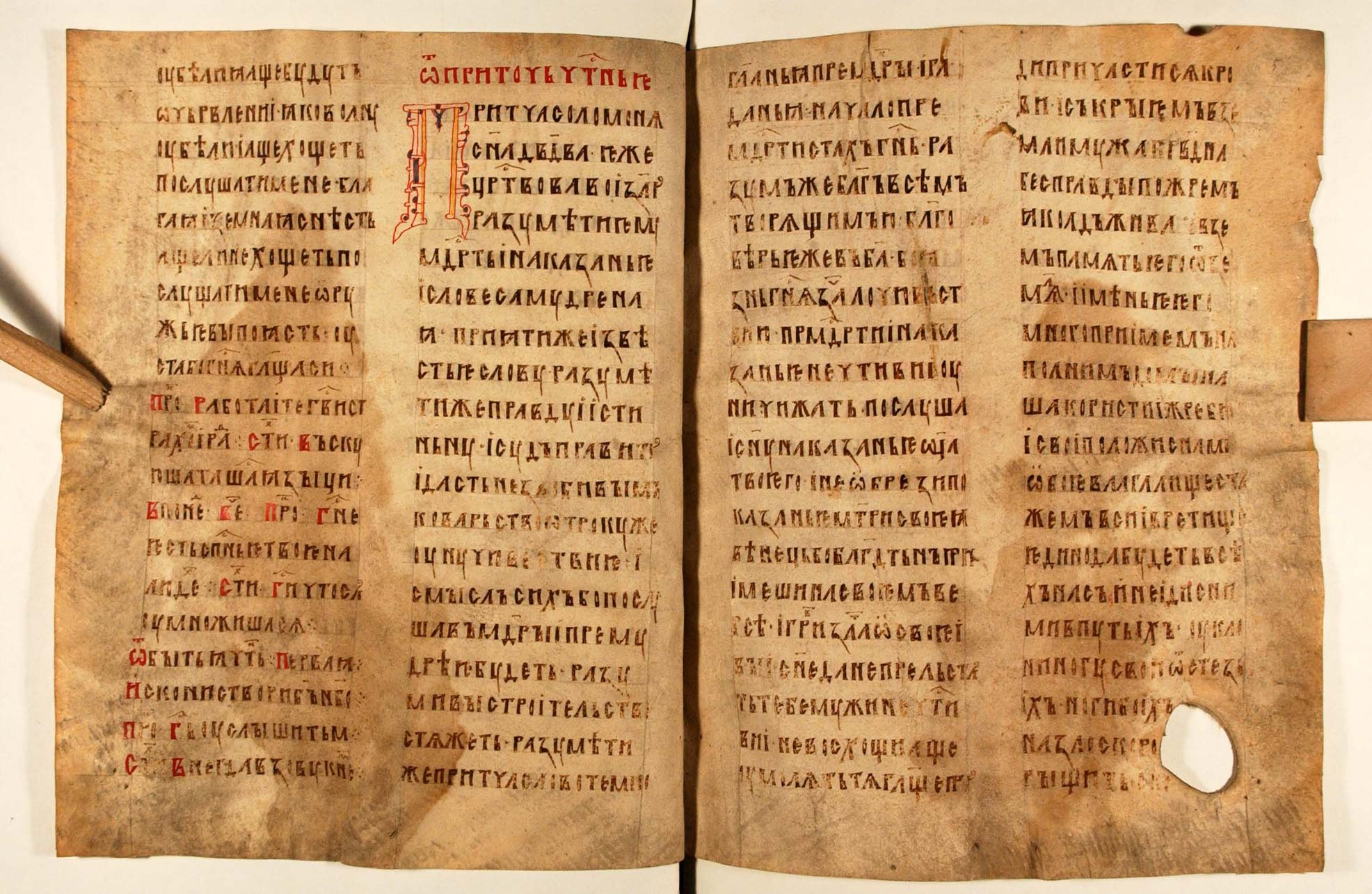
Паремейник, устав. в два столбца, исх XIII века, в лист, 142 листа, без начала и конца. Рукопись № 4. (2005.) на сайте Троице-Сергиевой лавры

Пареми́йник (пареме́йник, паримийник, ст.‑слав. парємиꙗ, паримиꙗ, парамиꙗ, парьмиꙗ, от греч. παροιμία — притча) — богослужебная книга, используемая в Православной церкви и содержащая в себе паремии.
По мнению епископа Макария Булгакова книга уже существовала на старославянском языке во второй половине IX века, во времена Кирилла и Мефодия. При этом Булгаков ссылается на письмо Папы Римского Иоанна VIII к князю Великой Моравии Святополку: «Ничто не препятствует ни здравой вере, ни здравому учению петь литургию на языке славянском или читать святое Евангелие или божественные чтения из Нового и Ветхого Завета». В древней Руси паремийники составлялись для богослужения, но нередко употреблялись и в домашнем чтении, по этой причине в паремийниках часто встречаются различные приписки писцов. Один из древнейших списков славянского паремийника и самый ранний из сохранившихся датированный список это Захариинский паремийник. Рукопись названа по имени первого писца — Захарии, который оставил записи на листе 58 (на полях), 73г (в конце столбца) и 233 об. (на нижнем поле), на листе 73г — с датой (6779-е лето «от сотворения мира» = 1271 год «от Рождества Христова»). В паремийнике 1348 года, хранящемся в синодальной типографской библиотеке, под 24 июля помещены два чтения о Борисе и Глебе. Сохранившееся рукописи паремийников восходят к XII веку; большинство из них — русского извода, «Григоровичев (Хилиндарский) Паремийник» — болгарского извода, XII или XIII века, изданный Брандтом, с вариантами из других паремийников в «Чтениях Московского Общества Истории и Древностей России» в 1894 году. «Паримийник, си есть собрание паримий на все лето» (книги I—II) издан в Санкт-Петербурге в 1890—1893 годах. То же издание одновременно вышло и на греческом языке. Рукописные паремийники получили у исследователей свои названия — Лобковский, Сковородкинский и так далее.